# Alcides Mendoza Castro
Alcides Mendoza Castro  (Mariscal Cáceres, 14 de marzo de 1928 - Lima, 20 de junio de 2012) fue un sacerdote y Arzobispo peruano que ocupó las cátedras de Abancay, el Ordinariato castrense del Perú y del Cusco.

## Biografía
A Alcides Mendoza Castro, su padre lo dejó a muy temprana edad, criándose con su madre hasta los 12 años para luego ingresar al seminario. Su vocación sacerdotal se inició a los 7 años, con el ejemplo dado por los misioneros redentoristas Carlos María Jurgen y Florencio Coronado. Después ingresa a los seminarios de Ayacucho y Arequipa, y termina sus estudios en la Facultad de Teología de Lima.

### Sacerdocio
Fue ordenado sacerdote el 15 de septiembre de 1951 a los 23 años con dispensa de edad en Huancavelica por el obispo Carlos Jurgens.
A los 28 años de edad lo nombraron prelado doméstico de Su Santidad con el cargo de provicario general castrense.

### Episcopado
Ordenado Electo a la Iglesia Titular de Metre el 28 de abril de 1958, fue consagrado Obispo el 6 de julio de 1958, convirtiéndose en el obispo más joven del mundo. 
Participó en las cuatro sesiones del Concilio Vaticano II siendo el obispo más joven de este evento, con sólo 34 años de edad. Su ponencia estuvo relacionada con el uso de la lengua vernácula en la celebración de la Santa Misa. Tradujo la misa y el misal al quechua, las hizo aprobar por la Santa Sede y fue el primer sacerdote del mundo en celebrar misa en este idioma.
Obispo auxiliar de Diócesis de Abancay, se convierte en titular desde el 5 de diciembre de 1962 hasta que es promovido a la Iglesia Titular de Pederodiana con título personal de Arzobispo el 12 de agosto de 1967 y nombrado Obispo castrense del Perú.
El 5 de octubre de 1983, Juan Pablo II lo nombra Arzobispo del Cusco. En 1985 recibió la visita de Juan Pablo II la arquidiócesis del Cusco. Allí el hoy papa beato le impuso el palio arzobispal. Es el único obispo del mundo que ha recibido el palio en su propia diócesis de manos del Papa.
Se retira el 29 de noviembre del 2003.
En 2008 cumplió 50 años de misión episcopal y el 7 de junio del mismo año el entonces presidente del Perú Alan García lo condecoró con la Orden al Mérito por Servicios Distinguidos en el Grado de Gran Cruz.
Falleció el 20 de junio de 2012, a las 11:45 p. m. en la ciudad de Lima. Su cuerpo fue trasladado a Cusco y enterrado en la cripta de su Catedral.